# Olympische Jugend-Sommerspiele 2018/Teilnehmer (Monaco)
| Gelbes Symbol für Goldmedaillen mit stilisierten Olympischen Ringen | Graues Symbol für Silbermedaillen mit stilisierten Olympischen Ringen | Braundes Symbol für Bronzemedaillen mit stilisierten Olympischen Ringen |
| ------------------------------------------------------------------- | --------------------------------------------------------------------- | ----------------------------------------------------------------------- |
| —                                                                   | —                                                                     | —                                                                       |

Die monegassische Jugend-Olympiamannschaft für die III. Olympischen Jugend-Sommerspiele vom 6. bis 18. Oktober 2018 in Buenos Aires (Argentinien) bestand aus fünf Athleten. Sie konnten keine Medaillen gewinnen. Fahnenträgerin bei der Eröffnungsfeier war die Leichtathletin Charlotte Afriat.

## Athleten nach Sportarten

### Beachvolleyball
Jungen
- Ludovic Palmaro
- Olivier Lanteri

### Leichtathletik
Mädchen
- Charlotte Afriat

### Schwimmen
| Mädchen - Claudia Verdino | Jungen - Emilien Puyo |